# Zonalt planspråk
Ett zonalt planspråk är ett konstgjort språk (planspråk), som är ämnat för en del av världen, inte hela världen. Zonala planspråk skiljer sig från sådana internationella hjälpspråk som är menade att läras av människor i alla språkområden världen över. Zonala planspråk är utformade som lättlärda kompromisser mellan flera språk.
Vanligen är zonala planspråk skapade för en grupp av besläktade språk. I Europa har det skapats pangermanska språk och panslaviska språk, som är zonala språk eftersom de är skapade för talare av germanska språk respektive slaviska språk, inte för hela världssamfundet. Ett exempel på ett konstgjort språk som är avsett för hela världen är esperanto.